# Marija Borodakowa
Marija Władimirowna Borodakowa; ros. Мария Владимировна Бородакова; używała również nazwiska Borisienko (Борисе́нко); ur. 8 marca 1986 roku w Moskwie) – rosyjska siatkarka, reprezentantka kraju. Obecnie gra w rosyjskiej Superlidze, w drużynie Dinamo Kazań. Występuje na pozycji środkowej bloku. Dwukrotna mistrzyni Świata z 2006 r. oraz 2010 r. rozgrywanych w Japonii.

## Sukcesy reprezentacyjne
| Osiągnięcie        | Trofeum | Rok        |
| Mistrzostwa Europy |         | 2005       |
| World Grand Prix   |         | 2006, 2009 |
| Mistrzostwa Świata |         | 2006, 2010 |
| Letnia Uniwersjada |         | 2013       |

## Sukcesy klubowe
| Klub               | Osiągnięcie                | Trofeum | Sezon/Rok                                             |
| Dinamo Moskwa      | Mistrzostwo Rosji          |         | 2005/2006, 2006/2007, 2008/2009 2007/2008             |
| Dinamo Moskwa      | Liga Mistrzyń              |         | 2006/2007, 2008/2009                                  |
| Eczacıbaşı Stambuł | Mistrzostwo Turcji         | brąz    | 2009/2010                                             |
| Dinamo Kazań       | Puchar Rosji               | złoto   | 2010, 2012                                            |
| Dinamo Kazań       | Mistrzostwo Rosji          |         | 2010/2011, 2011/2012, 2012/2013, 2013/2014, 2014/2015 |
| Dinamo Kazań       | Liga Mistrzyń              | brąz    | 2013/2014 2011/2012                                   |
| Dinamo Kazań       | Klubowe Mistrzostwa Świata |         | 2014                                                  |

## Nagrody indywidualne
- 2012 - najlepsza blokująca Ligi Mistrzyń